# Julius Smend
Julius Wilhelm Hermann Smend (Lengerich, Alemania, 10 de mayo de 1857-Münster, Alemania, 7 de junio de 1930) fue un teólogo alemán. Era hermano del también teólogo Rudolf Smend (1851-1913) y padre del musicólogo Friedrich Smend (1893-1980).

## Biografía
Estudió Teología en las universidades de Bonn, Halle y Gotinga y recibió su ordenación en 1881. Trabajó posteriormente como pastor auxiliar en Bonn y en 1885 se convirtió en pastor de Seelscheid. Ejerció la docencia en el seminario de Friedberg durante un año, en 1891, y, dos después, fue designado profesor de teología práctica en la Universidad de Estrasburgo.
En 1896 fundó con Friedrich Spitta, con quien había coincidido en Estrasburgo, una revista mensual de culto y arte religioso titulada Monatsschrift für Gottesdienst und kirchliche Kunst. Asimismo, fue, junto a él, uno de los principales representantes del Ältere liturgische Bewegung, una entidad teológica que él mismo había creado en la iglesia de Saint-Thomas de Estrasburgo. Asimismo, en 1914 fundó la Facultad Teológica Protestante de la Universidad de Münster, de la que fue rector entre 1919 y 1920.
Su obra escrita más conocida es Die evangelischen deutschen Messen bis zu Luthers deutscher Messe, del año 1896.

## Obras
- Kelchversagung und Kelchspendung in der abendländischen Kirche. Ein Beitrag zur Kultusgeschichte (1898)
- Kirchenbuch für evangelische Gemeinden
- Die evangelischen deutschen Messen bis zu Luthers deutscher Messe (1896)
- Feierstunden. Kurze Betrachtungen für die Sonn- und Festtage des Kirchenjahres (1897)
- Die politische Predigt Schleiermachers von 1806 bis 1808 : Rede zum Antritt des Rektorats der Kaiser Wilhelms-Universität Strassburg (1906)
- Vorträge und Aufsätze zur Liturgik, Hymnologie und Kirchenmusik (1925)